# 小行星1512
小行星1512（1512 Oulu）是一颗围绕太阳公转的小行星。1939年3月18日，海基·阿利科斯基在图尔库发现了此天体。
該小行星以芬蘭的城市奧盧命名。
这颗小行星的绝对星等为240.77283等。